# كأس مولدوفا 2008–09
كأس مولدوفا 2008–09 هو الموسم 18 من كأس مولدوفا. أقيم خلال الفترة 24 سبتمبر 2008 وحتى 23 مايو 2009، وأشرف على تنظيمه اتحاد مولدافيا لكرة القدم، وفاز فيه نادي شريف تيراسبول.